# Вікіпедія мовою ігбо
Вікіпедія мовою ігбо (ігбо Wikipedia) — розділ Вікіпедії мовою ігбо. Створена у 2004 році. Вікіпедія мовою ігбо станом на 19 серпня 2025 року містить 43 296 статей, 29 696 зареєстрованих користувачів, 111 активних дописувачів, 4 адміністраторів
. Загальна кількість сторінок у Вікіпедії мовою ігбо — 58 926, редагувань — 291 573, мультимедійні файли відсутні
. Глибина (рівень розвитку мовного розділу) Вікіпедії мовою ігбо дуже мала і становить лише 0.6 пунктів
. 

## Історія
- Травень 2007 — створена 100-та стаття[3].
- Червень 2014 — створена 1 000-на стаття[3].